# 種樹問題

安排的九点(相关的冠毛配置)形成3点线。

在離散幾何中，原始的果園种植问题要求的是在一個平面中過定点的3点线的可达到的最大数量。它也被称为植树造林问题，或只簡稱為果園问题。也可以是研究有多少k点线可以存在。Hallard T.克罗夫特和埃尔德什·帕尔证明了tk > c n2 / k3，n是点的数量並且tk是k点线的数量。
他们的構造物包含了一些m-点线，其中m>k。你也可以问，如果这些是不允许的问题。

## 整数序列
定义t3果園(n)为過n定点可達到的3点线的最大数量。
在1974年，对于任意的正整數点n、t3果園(n)被證明是(1/6)n2 − O(n)。
第一個t3果園(n)的数值在右表中（OEIS數列A003035）.
| n         | 4 | 5 | 6 | 7 | 8 | 9  | 10 | 11 | 12 | 13 | 14 |
| --------- | - | - | - | - | - | -- | -- | -- | -- | -- | -- |
| t3果園(n) | 1 | 2 | 4 | 6 | 7 | 10 | 12 | 16 | 19 | 22 | 26 |

## 上極限和下極限
由于没有两个直线可以共同經過两个不同点，一个平凡的3点线的数量上限由以下n点的情況确定
{\displaystyle \left\lfloor {\binom {n}{2}}{\Big /}{\binom {3}{2}}\right\rfloor =\left\lfloor {\frac {n^{2}-n}{6}}\right\rfloor .}
事实是数的2点线至少是6n/13 (Csima & Sawyer 1993)，该上限可以降低到
{\displaystyle \left\lfloor {\frac {{\binom {n}{2}}-6n/13}{3}}\right\rfloor =\left\lfloor {\frac {n^{2}}{6}}-{\frac {25n}{78}}\right\rfloor .}
t3果園(n)的下限由通过定点的许多的3点线的構造給出。最早的二次方程式下限-(1/8)n2由西尔维斯特給出，他在三次曲线y = x3放了n個点。这在1974年由 Burr,  Grünbaum, and  Sloane （1974）采用一个魏爾斯特拉斯橢圓函數基础上的结构改善至[(1/6)n2 − (1/2)n] + 1。一個Füredi & Palásti (1984)建立的圆内螺线基本的構造取得了相同的下限。
在2013年九月, Ben Green和陶哲轩發表的一篇论文中，他们证明了所有的点集必然的大小，n > n0，至多有([n(n - 3)/6]  + 1) =  [(1/6)n2 − (1/2)n + 1] 3点线，其中相應的下限由Burr, Grünbaum和Sloane確立。 這有一個比直接从他們的紧的下限得出的2点线的數n/2要略胜一筹的極限：[n(n − 2)/6]，分別由Gabriel Andrew Dirac和Theodore Motzkinproved 在相同的论文中和解决一個1951問題以独立地身份证明。

## 外部連結
- 埃里克·韦斯坦因. . MathWorld.

1. ↑  Green, Ben; Tao, Terence, , Discrete and Computational Geometry, 2013, 50 (2): 409–468, doi:10.1007/s00454-013-9518-9